# Mikhail Lomonossov
Mikhail Vasilyevich Lomonossov (em russo:  Михаи́л Васи́льевич Ломоно́сов; Lomonosov, 19 de novembro de 1711 — São Petersburgo, 15 de abril de 1765) foi um cientista russo.
Descreveu a Lei da Conservação da Massa  (14 anos antes de Antoine Lavoisier) e escreveu a primeira gramática russa, entre outros feitos. Assim descreveu-o Alexandre S. Pushkin: "Foi o primeiro cientista russo a alcançar projeção mundial", enciclopedista e poeta, além de pesquisador na área das máquinas voadoras.

## Biografia
Filho de camponeses, quando jovem, caminha de Arkhanguelsk a Moscou, para continuar os estudos, iniciados como autodidata. Passa um período na Alemanha, com o mesmo objetivo, e retorna ao país de origem. Em pouco tempo, torna-se um dos membros mais ativos da Academia de Ciências de São Petersburgo, desenvolvendo trabalhos nos mais diversos campos do conhecimento: geografia, física, química, biologia, astronomia e química, entre outros. Faz diversas descobertas que serão depois confirmadas por cientistas da Europa ocidental.
Um dos principais exemplos é a experiência de calcinar metais em recipientes fechados, realizada em 1760, que seria repetida por Antoine Lavoisier, 13 anos depois, servindo de base para a descoberta da Lei da Conservação da massa. Apesar de ter chegado as mesmas conclusões, o cientista russo não teria levado crédito pela descoberta por não tê-la divulgado no restante da Europa.
Lomonóssov foi ainda um dos principais defensores do Iluminismo em seu país.
Eventualmente, é comparado ao cientista e inventor italiano Leonardo Da Vinci.
Dá nome a Universidade Estatal de Moscou.
Combinando uma formidável força de vontade a uma formidável perceptividade, Lomonosov abraçou todos os ramos do aprendizado. Uma sede por examinar a fundo as coisas encontra uma entusiasmo sobrepujante nesse espírito apaixonado. Um historiador, retórico, mecânico, químico, mineralogista, artista e poeta, tudo ele experimentou e tudo ele examinou …

## Vida

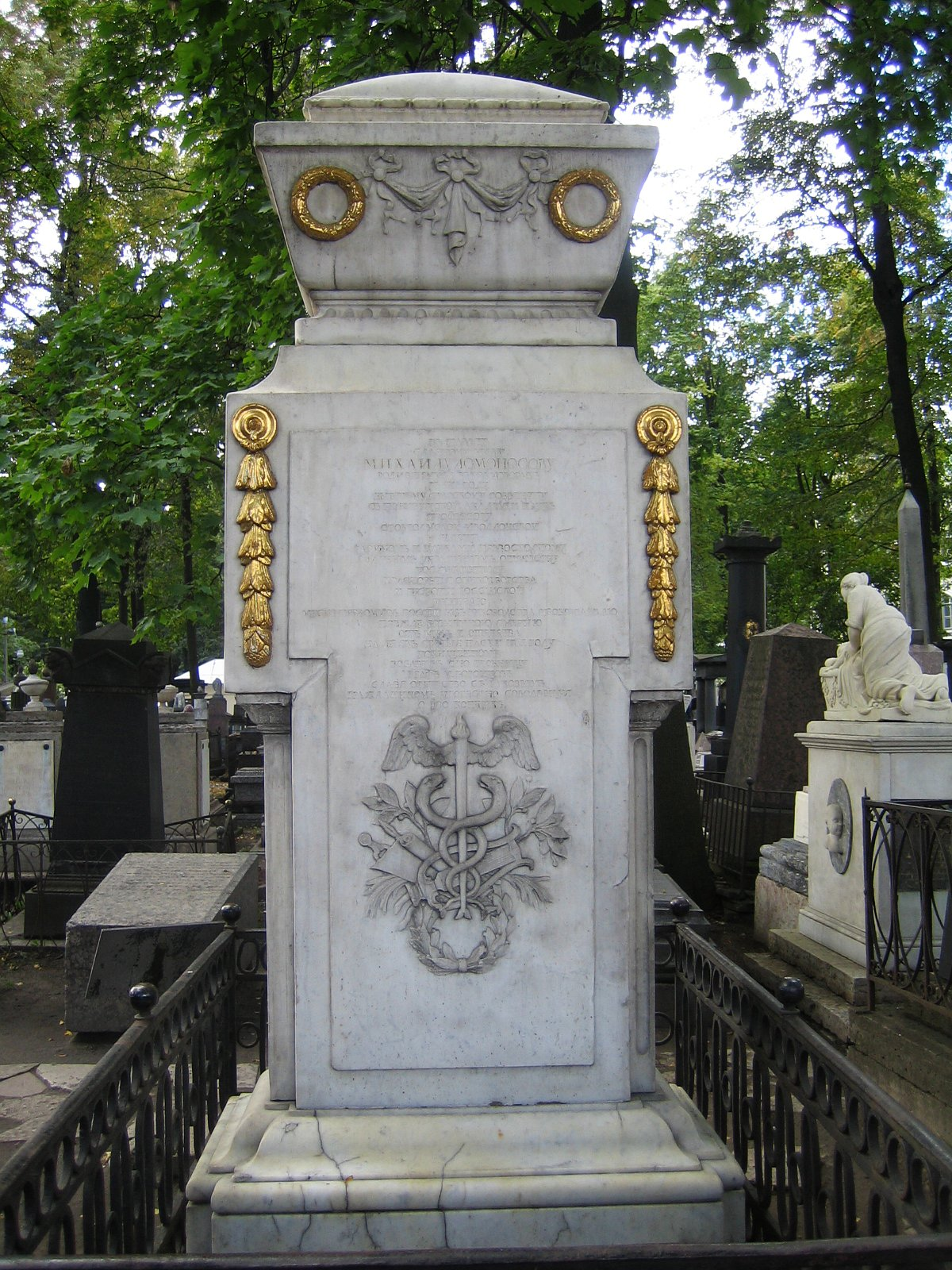
Lápide de Mikhail Lomonosov no Cemitério Lazarevskoe em São Petersburgo.

Mikhail V. Lomonosov nasceu em 19 de novembro de 1711 no litoral norte da Rússia, mais especificamente na vila de Denisovka (hoje Lomonosovo), parte do distrito de Kholmogori, na divisão de Arkhangelsk, filho de um pescador pobre. Deixou sua terra natal para continuar seus estudos, freqüentando a Academia Eslavo-Greco-Latina (hoje Seminário e Academia Teológica de Moscou), em Moscou; obteve destaque e foi admitido em 1736 na recém-criada Academia de Ciências de São Petersburgo (hoje Academia de Ciências da Rússia); foi então enviado para estudar na Universidade de Marburgo, onde tornou-se discípulo de Christian Wolff, o maior filósofo alemão de seu tempo; em 1739 passou a estudar Mineração, Metalurgia e Vidraria com o químico Johann Henckel e outros na cidade de Freiberg, Saxônia.
Retornou à Rússia em julho de 1741 como professor adjunto no departamento de Física da Academia Russa de Ciências, sem ter inicialmente incumbências mais específicas. Após conflitos que culminaram em sua prisão, foi nomeado professor de Química em 1745, e em 1748 tinha o primeiro laboratório de Química do país. Grande defensor da ciência russa, foi por sua influência que o conde Ivan Ivanovich Shuvalov, membro da corte e patrono das artes e das ciências, interveio junto à Imperatriz Isabel para a criação em 25 de fevereiro de 1755 da Universidade de Moscou, hoje denominada Lomonosov.
Morreu em 15 de abril de 1765, em São Petesburgo; não se sabe a causa da morte.

## Obra
O ano de 1739 foi proveitoso para Mikhail Lomonosov: além de escrever a primeira de ao menos três odes à Imperatriz Isabel, também publicou a "Ode à tomada de Chocim dos turcos" (sobre o evento da Grande Guerra Turca) e a "Carta sobre as regras da versificação russa" (Pismo o pravilakh rossiyskogo stikhotvorstva). Lomonosov ainda se encontrava na Alemanha mas seus trabalhos encontraram grande repercussão na corte russa.
Já dentro da Academia Russa de Ciências, foi chefe do Departamento de Geografia (ISACHENKO, 1973), assistindo diretamente o desenvolvimento desta ciência na Rússia. Além disso, passou a publicar trabalhos sobre física, química e filosofia, em parte devido ao estímulo de Leonhard Euler, matemático e amigo seu. Após a construção de seu laboratório, o ritmo de trabalho de Lomonosov cresceu ao ponto de terem sido registrados mais de quatro mil experimentos em seu diário de laboratório. Lomonosov enunciou a Lei da Conservação da Massa em 1760, 14 anos antes de Lavoisier; além disso, anteviu a teoria cinética dos gases, foi o primeiro a obter mercúrio congelado, e ainda foi a primeira pessoa a observar a atmosfera do planeta Vênus.
Lomonosov escreveu a primeira gramática russa (a Rossiyskaya grammatika, combinando o Eslavo Eclesiástico ao vernáculo) e também um livro sobre a História da Rússia (Kratkoy rossiyskoy letopisets), a pedido da Imperatriz Isabel. Após realizar experimentos com o tingimento de vidros, reviveu a arte russa do mosaico.
Sua obra completa (Polnoye sobraniye sochineny) foi publicada nos anos 1950 por acadêmicos da então União das Repúblicas Socialistas Soviéticas, ocupando 10 volumes. Muito de seu trabalho permaneceu inacabado, e a qualidade de suas obras era variável; mesmo assim, a contribuição de Lomonosov à ciência e à arte russas foram ímpares, e a comunidade científica da Europa Ocidental perdeu muito pela falta de comunicação.

## O helicóptero
O primeiro modelo de um helicóptero realmente funcional foi o artefato mecânico movido a corda (como um relógio), construído e testado com sucesso por Mikhail Lomonosov (o "pai da ciência russa"), em 1754. Em Julho daquele ano ele demonstrou seu modelo na Academia de Ciências da Rússia.
Os membros contemporâneos da academia assim descreveram o evento:
"O honorável conselheiro Lomonosov demonstrou seu invento chamado "Aerodynamic" para ser usado com o objetivo de comprimir o ar por meio duas de asas rotativas horizontais girando em direção oposta uma da outra por meio de um dispositivo de corda mecânica (como nos relógios) para erguer a máquina nas camadas de ar superiores."
Ao que parece, durante a demonstração, o modelo não estava "solto" no ar, mas sim, preso por um cordão. 